# Aegopis italicus
Aegopis italicus is een slakkensoort uit de familie van de Zonitidae. De wetenschappelijke naam van de soort is voor het eerst geldig gepubliceerd in 1876 door Kobelt.